# Вольф 359
Вольф 359 (інші назви CN Лева, Глізе 406, GJ 406) — червоний карлик, одна з найближчих до Землі зір (після потрійної системи зір α Центавра, зорі Барнарда, подвійної зорі Луман 16 та коричневого карлика WISE 0855–0714). Відстань до неї 7,8 світлових років. На небосхилі розташована в сузір'ї Лева. Це одна з найтьмяніших і найлегших із відомих зір.

## Відкриття

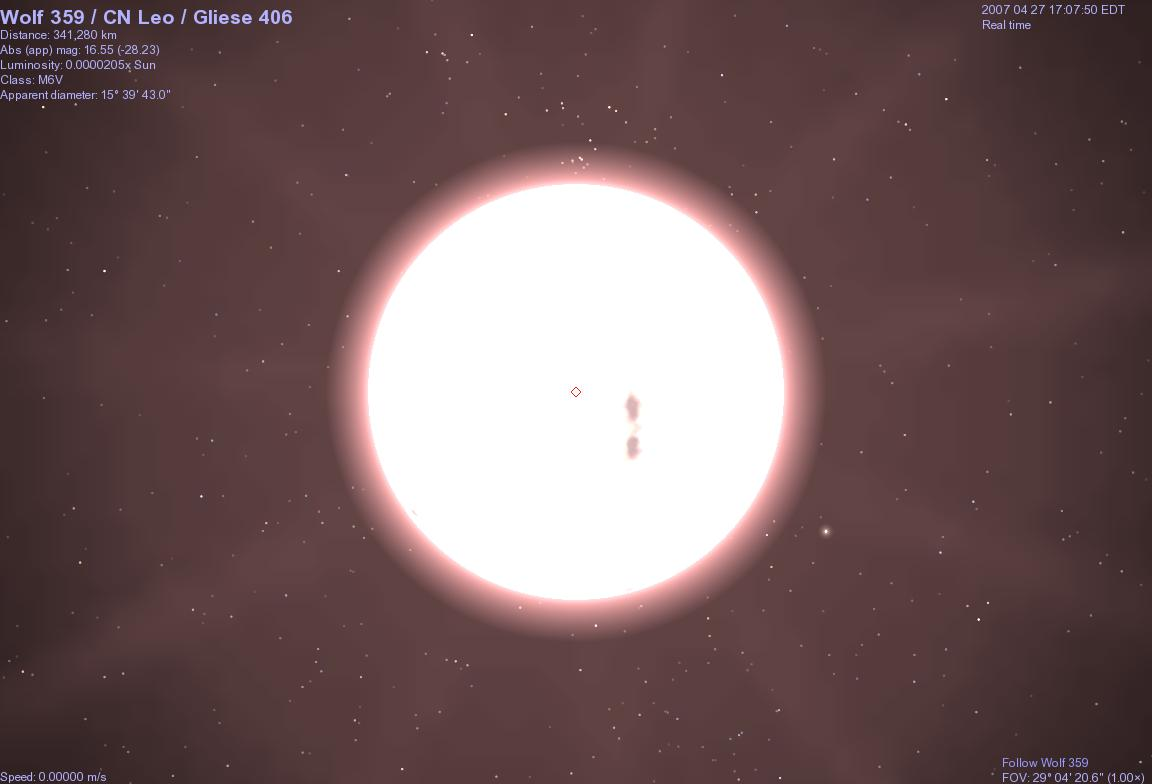
Вольф 359, змодельований у програмі Celestia

Зорю було відкрито 1917 року німецьким астрономом Максом Вольфом. Відомий як піонер у галузі астрофотографії, він одним із перших застосував фотографію для систематичного пошуку нових астрономічних об'єктів. Аналізуючи фотоплатівки за допомогою розробленого ним пристрою, блінк-компаратора, Вольф відкрив тисячі туманностей і галактик, сотні змінних зір, декілька наднових[джерело?] і 248 астероїдів.
У квітні 1910 року Вольф виграв змагання у свого друга, американського астронома Едуарда Барнарда, ставши першим астрономом, який спостерігав комету Галлея під час її чергового повернення. Але на цьому суперництво двох вчених не скінчилось.
1916 року Барнард виявив у сузір'ї Змієносця тьмяну червону зорю з дуже великим власним рухом. Вона так швидко пересувалася по небу, що за 190 років мала зсунутися на величину діаметра місячного диску. Стрімкий рух зірки вказував на її близькість до Сонячної системи. Згодом стало відомо, що ця зоря — друга за відстанню (з відомих на той момент) від Сонця (після системи α Центавра). На честь першовідкривача її назвали «летючою» зорею Барнарда.
Макс Вольф не відставав: рік по тому він відкрив ще тьмянішу червону зорю, яка також мала великий власний рух (хоч і вдвічі менший, ніж зоря Барнарда). Оскільки ця зоря була 359-ю зорею, яку спостерігав Вольф, то саме під цим номером астроном вніс її до свого каталогу зір із великим власним рухом.

## Характеристика
Зоря Вольф 359 — це дуже слабкий червоний карлик, невидимий неозброєним оком. Маса зорі — 0,09—0,13 маси Сонця, радіус — 0,16—0,19 радіуса Сонця. Вольф 359 світить набагато слабше Проксими, але є зорею головної послідовності. Попри невелику відстань від Сонця, зорю дуже важко розгледіти в аматорський телескоп; для цього потрібен інструмент з об'єктивом не менше 250—300 мм.
Температура фотосфери зорі становить 2887 ± 20 К (у Сонця — близько 5800 К). В оптичному діапазоні Вольф 359 випромінює в 52 000 раз менше світла, ніж Сонце. Якби цей червоний карлик перебував на місці Сонця, то день на Землі одразу перетворився б на ніч: зоря створювала б освітленість лише в 10 раз більшу, ніж повний Місяць. Щоправда, повна світність Вольф 359 менша сонячної лише у 890 разів, оскільки більшу частину енергії зоря випромінює в невидимих оком діапазонах спектра — інфрачервоному (тобто у вигляді звичайного тепла) і частково рентгенівському (під час частих спалахів).
Нижче наведено характеристики зорі.
- Сузір'я: Лев
- Видима зоряна величина: 13,54
- Паралакс (кут. сек.): 0,41910 ± 0,00210
- Відстань: 2,39 пк
- Власний рух за прямим піднесенням (α): −3,842″/рік
- Власний рух за схиленням (δ): −2,725″/рік
- Променева швидкість: +19,1 км/с
- Вік: >100 мільйонів років
- Ефективна температура: 2870 К
- Світність: 0,00002
- Болометрична світність: 0,001
- Маса: 0,09 M☉
- Радіус: 0,13 R☉